# Patrick Dwyer (ishockeyspelare)
Patrick "Pat" Dwyer, född 22 juni 1983 i Spokane, Washington, är en amerikansk professionell ishockeyspelare som spelar för Modo Hockey i SHL.
Dwyer valdes av Atlanta Thrashers som 116:e spelare totalt i 2002 års NHL-draft.

## Klubbar
- Great Falls Americans, 1999-2001
- Western Michigan Broncos, 2001-2005
- Gwinnett Gladiators, 2005
- Chicago Wolves, 2005-2006
- Albany River Rats, 2006-2010
- Carolina Hurricanes, 2008-